# 히키정
히키정(日置町)은 와카야마현 니시무로군에 있던 정이다. 현재의 시라하마정에 해당한다.

## 역사
- 1889년 4월 1일 - 정촌제 시행에 의해 5개촌의 구역을 확장해 니시무로군 히키촌이 성립하였다.
- 1924년 2월 11일 - 정으로 승격해 히키정이 되었다.
- 1956년 7월 1일 - 히키정, 가와조에촌, 미마이촌과 합병해 히키가와정이 성립하여, 동일 히키정은 폐지되었다.

## 교통

### 철도
- 일본국유철도
  - 기세이 본선

### 도로
- 국도 제170호선 (현 국도 제42호선)

## 참고문헌
- 角川日本地名大辞典 30 和歌山県